# Pfaffenthal
Pfaffenthal (en luxemburguès: Pafendall) és un dels 24 barris de la ciutat de Luxemburg. El 2014 tenia 1.194 habitants. Es troba a la vall de l'Alzette i s'estén aproximadament des del pont Gran Duquessa Charlotte al nord-est de Ville Haute.

## Història
Amb la part baixa de Grund, Pfaffenthal forma el nucli més antic de la ciutat. A l'època romana, la carretera que unia Reims amb Trèveris creuant el riu Alzette passava per Pfaffenthal. A l'edat mitjana, els artesans que necessitaven aigua per a treballar (blanquejadors, cervesers, tintorers, etc.) es van situar en aquest barri.
El nom del barri pren origen dels monjos de l'abadia d'Altmünster que conreaven la terra fèrtil d'aquesta vall. El seu nom en francès era Vaux-les-Moines (en llatí: Vallis Sacerdotalis), però ja no s'utilitza avui en dia.
És l'obra de Vauban que dona a aquest barri el seu aspecte característic per la seva integració en la fortalesa. Dues portes fortificades (la d'Eich la de Bons Malades) tanquen la vall. Estan connectades per una cortina (passarel·la), el Beinchen, que s'estén pel riu. A finals de segle xvi, s'obriren les noves fortificacions i les clarisses de l'Esperit Sant reconstruïren el convent, que funciona actualment com a hospital civil.
El circuit de Vauban permet descobrir aquest patrimoni històric excepcional.